# Agerstedmoderblomst
Agerstedmoderblomst (Viola arvensis), ofte skrevet ager-stedmoderblomst, er en 5-30 cm høj urt, der vokser på næringsrig agerjord. Arten danner naturlige hybrider med alm. stedmoderblomst.

## Beskrivelse
Agerstedmoderblomst er en en- til toårig plante, der hører til slægten viol. Den har opstigende vækst med spinkle stængler. Bladene er ægformede med rundtakket rand. Over- og underside er lysegrønne.
Blomstringen sker i maj-oktober, og blomsterne er enlige og endestillede. Den enkelte blomst er uregelmæssig med hvid-gule kronblade og smalle bægerblade. Frugten er en kapsel, der rummer mange, spiredygtige frø.
Planten har et svagt rodnet og er let at fjerne.
Højde x bredde og årlig tilvækst: 0,20 x 0,05 m (20 x 5 cm/år).

## Voksested
Arten er almindeligt vildtvoksende i Danmark, hvor den optræder som ukrudt i marker og haver. Den er især almindelig i Østdanmark på næringsrig jord.
| Portal | Portal:Botanik |